# Атаршинский сельсовет
Атаршинский сельсовет — муниципальное образование в Белокатайском районе Башкортостана.

## История
Образован согласно Указу Президиума ВС БАССР «Об образовании Атаршинского сельсовета в составе Белокатайского района». Он гласил:

Президиум Верховного Совета Башкирской АССР постановляет:
Образовать в составе Белокатайского района Атаршинский сельсовет с центром в поселке Атаршинской фермы совхоза.
Включить в состав Атаршинского сельсовета населенные пункты Атаршинской фермы совхоза, Красный Муравей, Сосновка, Ураковской фермы совхоза, исключив их из Майгазинского сельсовета Белокатайского района.— Указ Президиума Верховного Совета Башкирской АССР от 22.03.1986 № 6-2/117
Согласно «Закону о границах, статусе и административных центрах муниципальных образований в Республике Башкортостан» имеет статус сельского поселения.

## Население
| 2002 | 2009 | 2010 | 2012 | 2013 | 2014 | 2015 |
| ---- | ---- | ---- | ---- | ---- | ---- | ---- |
| 892  | ↗897 | ↘742 | ↘738 | ↘704 | ↘661 | ↘648 |
| 2016 | 2017 |      |      |      |      |      |
| ↘631 | ↘612 |      |      |      |      |      |

## Состав сельского поселения
| № | Населённый пункт | Тип населённого пункта       | Население |
| - | ---------------- | ---------------------------- | --------- |
| 1 | Атарша           | село, административный центр | ↘375      |
| 2 | Ураково          | деревня                      | ↘173      |
| 3 | Кадырово         | деревня                      | ↘128      |
| 4 | Красный Муравей  | деревня                      | ↘41       |
| 5 | Сосновка         | деревня                      | ↘25       |